# Луисвил (Колорадо)
Вижте пояснителната страница за други значения на Луисвил.
Луисвил (на английски: Louisville) е град в окръг Боулдър, щата Колорадо, САЩ. Луисвил е с население от 18 937 жители (2000) и обща площ от 22,2 km². Намира се на 1626 m надморска височина. ЗИП кодът му е 80027-80028, а телефонният му код е 303, 720.